# Змянки
Змянки (пол. Zmyeński) — гірський потік в Україні, у Верховинському районі Івано-Франківської області на Гуцульщині. Правий доплив Чорного Черемошу, (басейн Дунаю).

## Опис
Довжина потоку приблизно 3,87  км, найкоротша відстань між витоком і гирлом — 3,36 км, коефіцієнт звивистості потоку — 1,15. Формується безіменними гірськими струмками. Потік тече у гірському масиві — Покутсько-Буковинських Карпатах (зовнішня смуга Українських Карпат).

## Розташування
Бере початок на південно-західних схилах гори Зміїнської (1356,1 м). Тече переважно на південний захід через урочище Змянки Малі і в північно-західній частині села Зелене впадає у річку Чорний Черемош, ліву притоку Черемошу.